# Оздоєв Магомед Мустафаєвич
Магомед Мустафаєвич Оздоєв (рос. Магомед Мустафаевич Оздоев, нар. 5 листопада 1992, Орджонікідзевська) — російський футболіст, півзахисник клубу «Карагюмрюк».
Насамперед відомий виступами за «Локомотив» (Москва), «Рубін» та «Зеніт».

## Клубна кар'єра
Народився 5 листопада 1992 року в станиці Орджонікідзевська. Вихованець юнацьких команд футбольних клубів «Ангушт», «Терек», «Динамо» (Київ) та «Локомотив» (Москва).
У дорослому футболі дебютував 2010 року виступами за «Локомотив» (Москва), в якому провів чотири сезони.
2014 року перейшов на умовах оренди до казанського «Рубіна», який за рік, у 2015, уклав з гравцем повноцінний контракт.

## Виступи за збірну
З 2011 року залучався до складу молодіжної збірної Росії. На молодіжному рівні зіграв у 4 офіційних матчах.
2014 року провів свою першу гру за національну збірну Росії проти збірної Азербайджану.

## Досягнення
- Чемпіон Росії (4):

«Зеніт»: 2018–19, 2019–20, 2020–21, 2021–22
- Володар Кубка Росії (1):

«Зеніт»: 2019–20
- Володар Суперкубка Росії (1):

«Зеніт»: 2020, 2021